# Однажды в Китае 5
«Одна́жды в Кита́е 5» (англ. Once Upon a Time in China V, иер. трад. 黃飛鴻之五龍城殲霸, упр. 黄飞鸿之五龍龙歼霸, кант.-рус.: Вон Фэй Хун чи ын Лун син чхим па, буквально: «Вон Фэйхун 5: Смертоносный тиран драконьего города») — гонконгский кинофильм 1994 года, пятая часть серии «Однажды в Китае».

## Сюжет
После того, как войска Альянса восьми держав оккупировали Пекин, наступает крах династии Цин. Вон Фэйхун со своими учениками возвращается в Фошань на юго-востоке Китая и готовятся переправиться в Гонконг. В то же время Фэйхун вовлечён в любовный треугольник с «тринадцатой тётей» и «четырнадцатой тётей».
Когда они прибывают в портовый город, то видят, что город находится в запустении, так как городские власти бежали с государственными средствами, оставив местный армейский гарнизон без еды и денег. Ситуация усугубляется присутствием пиратов, терроризирующих побережье и перекрывающих морские пути. Фэйхун и его товарищи решают сформировать местные силы по противодействию преступности, чтобы справиться с угрозами. Это приводит к трём столкновениям с морскими бандитами и, в конечном итоге, к победе окрепшей местной власти. Фэйхун вместе с семьёй решает поселиться в Гонконге, чтобы продолжить поддерживать мир и безопасность. 

## В ролях
| Актёр         | Роль                       |
| ------------- | -------------------------- |
| Чжао Вэньчжо  | Вон Фэйхун                 |
| Розамунд Кван | тринадцатая тётя           |
| Мок Сиучхун   | Лён Фунь                   |
| Кент Чен      | Лам Сайвин                 |
| Сюн Синьсинь  | Куай Кёкчхат               |
| Куок Чёньон   | Зубастый Соу               |
| Чжан Телинь   | главный констебль Че Сипоу |
| Джин Ван      | четырнадцатая тётя         |
| Стивен Тун    | Чён Юклёнь                 |
| Лау Сёнь      | Вон Кхэйин                 |
| Ик Тхиньхун   | Чён Поучай                 |
| Элейн Лёй     | Ин                         |
| Тхам Пинмань  | хозяин рисового хранилища  |

## Критика
Джон Чарльз считает, что «Однажды в Китае 5» представляет из себя «бесспорный прогресс по сравнению со своим непосредственным предшественником», но при этом располагается «не на уровне первых двух частей». Борис Хохлов относит данную часть серии фильмов к одной из лучших.